# Regrésame mi corazón
«Regrésame mi corazón» es una canción grabada e interpretada por el cantante y compositor mexicano Carlos Rivera. La canción fue escrita y producida por él mismo. Fue lanzada oficialmente el 10 de agosto del 2018 como el segundo sencillo oficial de su quinto álbum de estudio Guerra.
También existe otra versión de la canción en acústico y que fue incluida en dicho álbum.

## Video musical
El video musical oficial fue lanzado a principios del mes de agosto de 2018 en la plataforma digital YouTube, en su canal VEVO. El videoclip oficial ha recibido casi más de 14 millones de vistas desde su publicación.

## Lista de canciones

### Descarga digital[6]
| Regrésame mi corazón — Single |                                        |          |  |
| N.º                           | Título                                 | Duración |  |
| 1.                            | «Regrésame mi corazón (Album Version)» | 3:32     |  |